# West Freehold
West Freehold és una concentració de població designada pel cens dels Estats Units a l'estat de Nova Jersey. Segons el cens del 2000 tenia 12.498 habitants.

## Demografia
Segons el cens del 2000, West Freehold tenia 12.498 habitants, 4.659 habitatges, i 3.429 famílies. La densitat de població era de 822,1 habitants per km².
Dels 4.659 habitatges en un 32,9% hi vivien nens de menys de 18 anys, en un 63,1% hi vivien parelles casades, en un 7,8% dones solteres, i en un 26,4% no eren unitats familiars. En el 22,6% dels habitatges hi vivien persones soles el 6,4% de les quals corresponia a persones de 65 anys o més que vivien soles. El nombre mitjà de persones vivint en cada habitatge era de 2,62 i el nombre mitjà de persones que vivien en cada família era de 3,1.
Per edats la població es repartia de la següent manera: un 23,8% tenia menys de 18 anys, un 5,3% entre 18 i 24, un 29,4% entre 25 i 44, un 28,1% de 45 a 60 i un 13,4% 65 anys o més.
L'edat mediana era de 40 anys. Per cada 100 dones de 18 o més anys hi havia 88,1 homes.
La renda mediana per habitatge era de 72.577 $ i la renda mediana per família de 87.609 $. Els homes tenien una renda mediana de 62.074 $ mentre que les dones 36.563 $. La renda per capita de la població era de 33.218 $. Aproximadament el 3,7% de les famílies i el 4,7% de la població estaven per davall del llindar de pobresa.

## Poblacions més properes
El següent diagrama mostra les poblacions més properes.